# Kilobaud Microcomputing
Kilobaud Microcomputing va ser una revista estatunidenca dedicada als aficionats als ordinadors personals des del final de la dècada de 1970 fins a principis de la dècada de 1980.

## Història
Wayne Green, l'Editor de Kilobaud, havia estat l'editor de la revista Byte, (una altra revista d'informàtica de l'època), on va publicar els quatre primers exemplars en la seva pròpia oficina. Però un dia, el novembre de 1975 Wayne en arribar a la feina, i va trobar que la seva exdona i la resta del personal de la revista Byte havia marxat de la seva oficina i emportant-se l'edició de gener amb ells. En conseqüència, el núm. de gener va tenir Virginia Green com a editor en comptes de Wayne Green.
Wayne no va estar gens content amb aquest fet, per la qual cosa va deixar Byte i va iniciar una nova revista per competir amb l'incipient Byte. Volia batejar-la "kiloByte" per estar per sobre de Byte. Però la gent de Byte ràpidament va registrar marca Kilobyte com una sèrie de dibuixos de la revista Byte. Així que va anomenar la nova revista "Kilobaud".
Kilobaud Microcomputing cobria tots el camps dels "microordinadors, maquinari i programari, amb articles sobre els diferents camps de la informàtica, especialment telecomunicacionss.